# Monumento a Giuseppe Parini (1899)
Il monumento a Giuseppe Parini è una scultura realizzata da Luigi Secchi. L'opera è posta in piazza Cordusio a Milano.

## Storia
La realizzazione di un monumento a Giuseppe Parini per il centenario della morte fu proposta da Avancinio Avancini, professore del Liceo classico Giuseppe Parini di Milano, il 18 aprile 1897 sul periodico «La scuola secondaria italiana». Vennero raccolte 17 000 lire principalmente donati da professori e studenti.
Nel febbraio 1898 morì il senatore Giuseppe Robecchi che lasciò per testamento al Comune di Milano 25 000 lire per la realizzazione di un monumento a Parini.
Il monumento fu inaugurato il 26 novembre 1899.

## Descrizione
Il monumento è alto complessivamente 10,5 metri; la statua in bronzo è alta 4 metri, mentre il basamento è alto 6,5 metri.
La statua in bronzo fu modellata da Luigi Secchi. Il basamento è in serizzo, mentre il piedistallo è in botticino di Brescia su progetto di Luca Beltrami.
Le iscrizioni furono ideate dal senatore Gaetano Negri. A destra: «Per iniziativa di cittadini / di insegnanti e scolari / d'ogni parte d'Italia / è sorto / questo monumento / al grande poeta lombardo / flagellatore di un'età corrotta / maestro / di virtù e di sapienza / finché duri la patria / e il civile consorzio». A sinistra: «A questo monumento / assegnava in morte / una somma cospicua / Giuseppe Robecchi / senatore del Regno / insigne per senno e valore / desideroso / che i suoi concittadini / dall'immagine del grande poeta / traessero eccitamento / e generosi propositi / ad opere egregie». Sul fronte si legge invece «Giuseppe Parini / 1729 1799».